# Pullay

Pullay este o comună în departamentul Eure, Franța. În 1 ianuarie 2022 avea o populație de 387 de locuitori.